# IMB (motorfiets)
IMB (Industria de Motocicletas Brasileiras) is een historisch merk van motorfietsen uit Brazilië.
De fabriek was gezeteld in Rio de Janeiro. IMB scooters met 125 cc Bugre-motor werden vanaf 1957 gemaakt.